# Alfredo Aceves

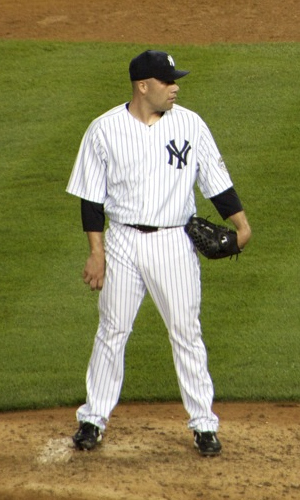

Alfredo Aceves Martínez (8 de dezembro de 1982) é um jogador profissional de beisebol mexicano.

## Carreira
Alfredo Aceves foi campeão da World Series 2009 jogando pelo New York Yankees.